# Anurogryllus forcipatus
Anurogryllus forcipatus är en insektsart som först beskrevs av Henri Saussure 1897.  Anurogryllus forcipatus ingår i släktet Anurogryllus och familjen syrsor. Inga underarter finns listade i Catalogue of Life.